# 移轴摄影

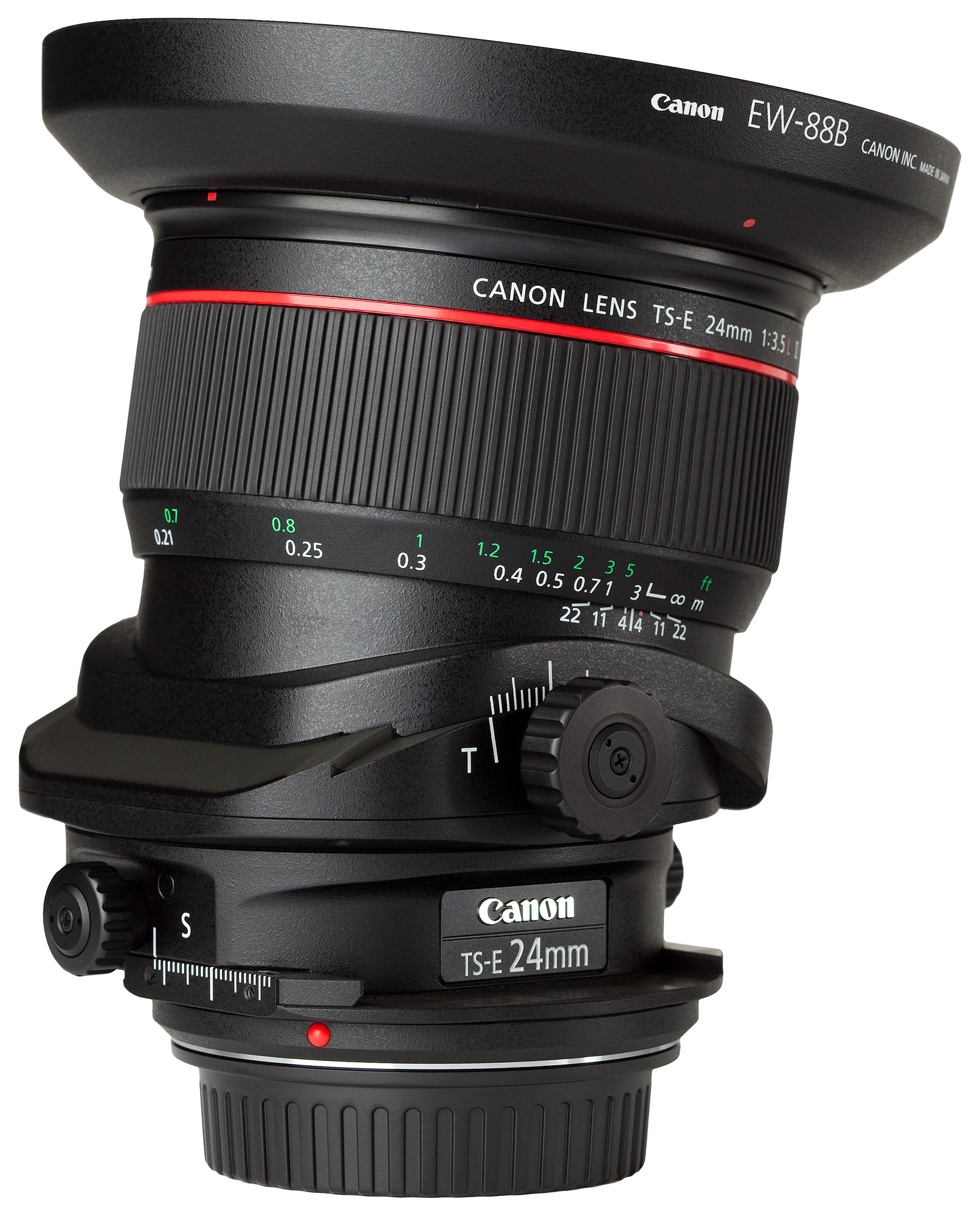
佳能TS-E 24mm f3.5L II移軸鏡頭

移轴摄影（英語：Tilt-shift photography），是指利用移动了主光轴（倾斜或平移）的镜头进行拍摄的摄影行为、技术或作品，也可简单称为用移轴镜头进行拍摄。
移轴摄影改变了画面的透视和聚焦区域，可以拍摄出具有微缩景观效果的摄影作品。

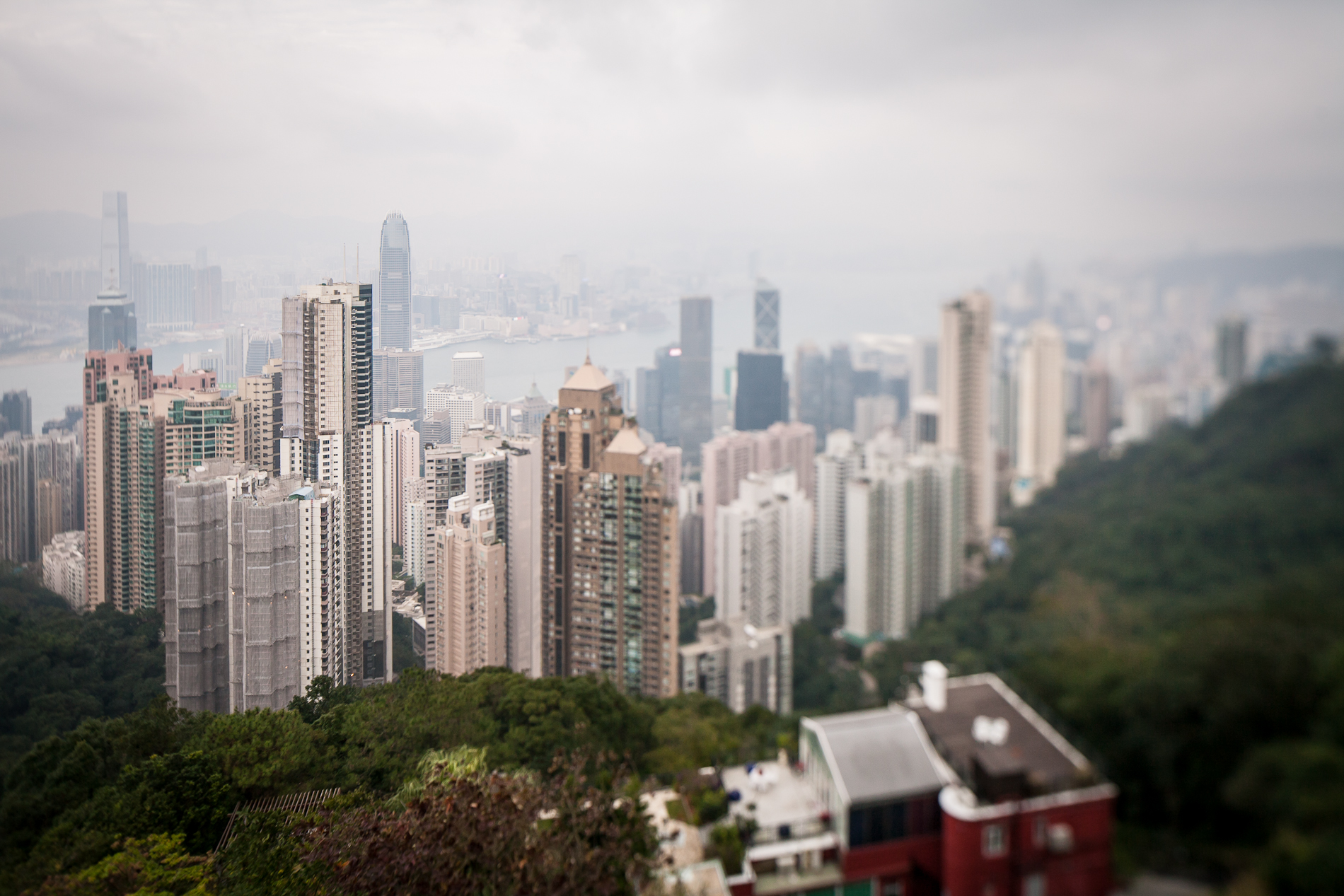
使用移軸鏡頭從太平山山頂拍攝的香港市景照片示例。鏡頭向下移動以避免透視失真：摩天大樓的所有垂直線都平行於圖像的邊緣。圍繞垂直軸傾斜會產生一個非常小的區域，其中物體看起來很尖銳。（景深實際上並沒有減少，而是相對於圖像平面傾斜。）
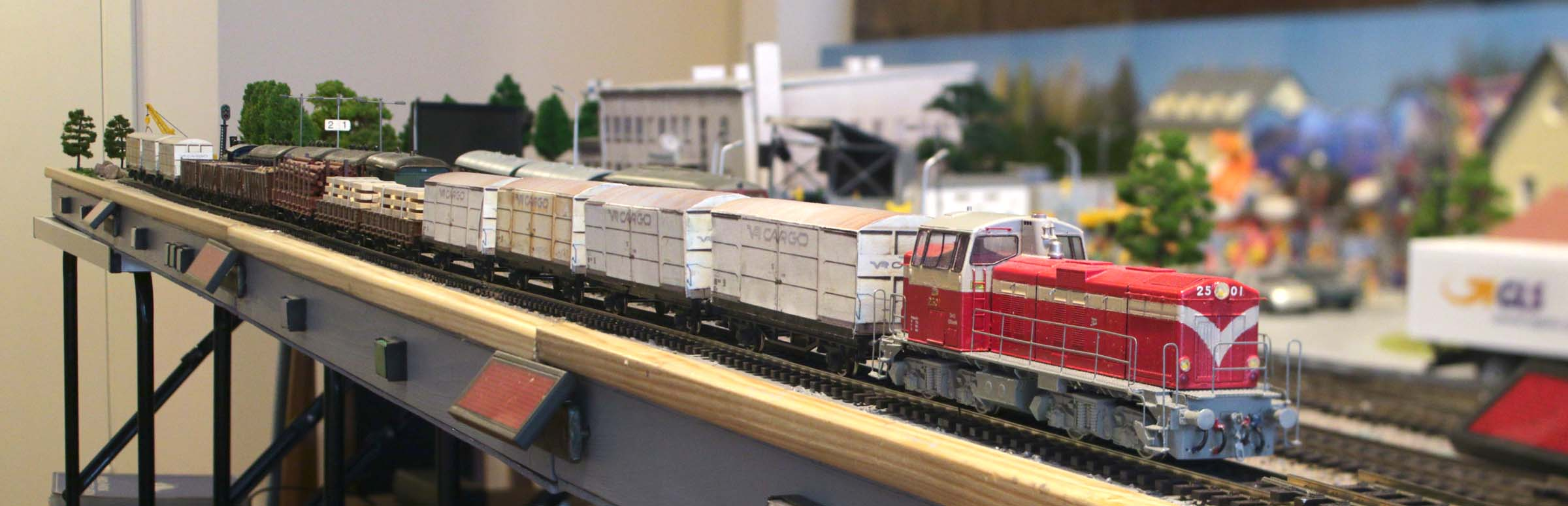
火車模型的移軸鏡頭照片。注意焦點平面是如何沿著火車，以及背景的模糊是如何從左到右進行的。